# Mauritius Choriol
Mauritius Choriol OSB (* 22. November 1959 in Erstein, Elsass als Alain Choriol; † 9. Juli 2025 in St. Wendel) war ein französischer Ordensgeistlicher und Abt der Benediktinerabtei St. Mauritius (Tholey) im Saarland, die der Beuroner Kongregation angehört.

## Leben
Choriol brach mit 14 die Schule ab, um eine Kochlehre an der École Hôtelière in Straßburg zu machen. Anschließend absolvierte er einen fünfjährigen Dienst beim französischen Militär. Er war Koch in Offizierskantinen in Neukaledonien, einer Inselgruppe im Südpazifik, und lernte auch die japanische Küche kennen. Anfangs der Achtzigerjahre kehrte er zurück nach Europa und war in gastronomischen Spitzenrestaurants in der Schweiz und Frankreich tätig. Bereits im Alter von 23 Jahren wurde er Souschef im Luxemburger Restaurant „Patin d'Or“ in Kockelscheuer, wo er zusammen mit dem Spitzenkoch Michel Behring zwei Michelin-Sterne erkochte.
1983 trat er in die Ordensgemeinschaft der Benediktiner der Abtei St. Mauritius in Tholey im Saarland ein. 1990 legte er unter Abt Makarios Hebler die Profess ab. Nach dem Theologiestudium an der schweizerischen Universität Freiburg empfing Pater Mauritius 1993 in Tholey das Sakrament der Priesterweihe. Anschließend bekleidete er ab 1998 im Kloster das Amt des Cellerars, im Jahr 2007 wurde er zum Prior ernannt.
Am 8. September 2008 wählte der Konvent der Abtei Tholey Mauritius Choriol zum Prior-Administrator der Abtei auf drei Jahre. Er trat damit die Nachfolge von Abt Makarios Hebler an, der das Kloster seit 1985 geleitet hatte. Am 27. August 2011 wurde Choriol als Prior-Administrator für eine weitere Amtszeit bis 2014 bestätigt.
Am 22. Juli 2014 wurde P. Mauritius Choriol durch den Konvent seiner Abtei unter Vorsitz von Abtpräses Albert Schmidt zum neuen Abt von Tholey gewählt. Seine Abtsbenediktion erfolgte am 21. September 2014 durch den Trierer Bischof Stephan Ackermann in der Tholeyer Abteikirche im Beisein zahlreicher kirchlicher und staatlicher Honoratioren, darunter neben dem Abtpräses auch der Erzabt von Beuron, Tutilo Burger, sowie die damalige Ministerpräsidentin des Saarlandes, Annegret Kramp-Karrenbauer.
Mauritius Choriol starb am 9. Juli 2025 im Alter von 65 Jahren an den Folgen eines Herzinfarktes.